# 金口河区

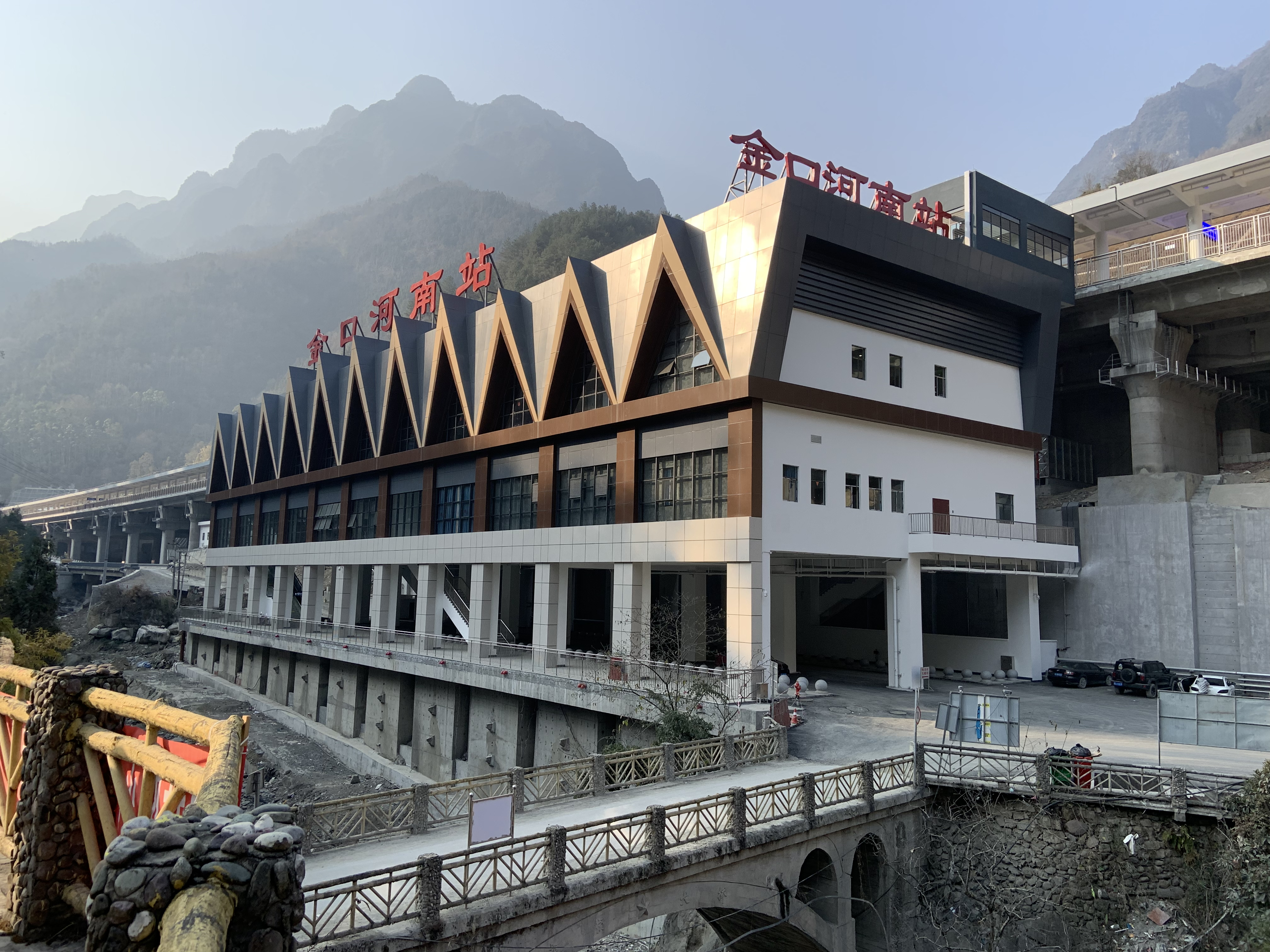
成昆复线金口河南站

金口河区是中国四川省乐山市所辖的一个市辖区。总面积598平方公里，其中山地占99%，最低海拔530米，最高海拔3321米，最大落差2700米。总人口5.6万人，其中以彝族为主的少数民族人口5000余人。
中核集团红华实业（原814厂）位于金口河区和平彝族自治乡境内。金口河是中国境内极少数仍不对外国人开放的行政区之一:8。

## 行政区划
金口河区下辖2个镇、1个乡、2个民族乡：
永和镇、金河镇、和平彝族乡、共安彝族乡和永胜乡。

## 历史
原属峨边彝族自治县第二区。1955年随峨边彝族自治县划归凉山彝族自治州管辖。1970年归乐山地区代管。1978年4月，四川省委、省革命委员会批准从峨边彝族自治县划出建立金口河工农示范区（县级）。1978年8月正式成立。1979年10月5日，国务院批准设立金口河工农区，区府驻和平公社。1985年2月，乐山撤地建市后即为乐山市金口河区。

## 特产
金口河乌天麻、金口河川牛膝：中国地理标志产品。